# 아우터헤브리디스 축구 국가대표팀
아우터헤브리디스 축구 국가대표팀은 영국 스코틀랜드의 아우터헤브리디스를 대표하는 축구팀이다. 이 팀은 FIFA 및 유럽 축구 연맹 회원국이 아니기 때문에 FIFA 및 유럽 축구 연맹이 주관하는 대회에는 참가하지 않는다. 아일랜드 게임 축구에는 6번 출전하여 동메달 2개를 획득했다.